# Esponges calcàries
Les esponges calcàries o calcaris (Calcarea) són una classe de l'embrancament de les esponges de mar. Es caracteritzen per les seves espícules compostes de carbonat de calci en forma de calcita o aragonita. Tot i que la majoria tenen tres puntes, l'espícula d'una esponja calcària pot tenir-ne entre dues i quatre. Inclou 794 espècies. Les esponges calcàries aparegueren per primer cop al Cambrià, i assoliren la seva màxima diversitat al llarg del Cretaci.

## Característiques
Totes les tres configuracions corporals de les esponges de mar estan representades a les esponges calcàries: asconoide, siconoide i leuconoide. Generalment, les esponges calcàries són molt petites, amb una alçada de només 7-10 cm. Manquen de teixits autèntics.
Les espècies d'aquesta classe varien des d'esponges en forma de vas amb una simetria radial fins a colònies compostes d'un reticle de tubs prims, o formes massives irregulars. En general, són esponges petites. Les seves diferents formes són relativament simples; forma de sac, de vas, de pera o de cilindre. L'esquelet té una estructura o bé de malla o bé de rusc. A diferència de la majoria d'altres esponges, les esponges calcàries manquen de canals buits, cosa que les fa més robustes.

## Historia natural
Totes les esponges d'aquesta classe viuen exclusivament al mar. Són sèssils (viuen fixades al fons marí) s'alimenten per suspensió, i són especialment comunes a les aigües tropicals someres.

## Taxonomia
Anàlisis moleculars suggereixen que la classe Calcarea podria ser designada un embrancament; en particular, el primer a divergir al regne dels animals. Des d'aquest punt de vista, les altres esponges pertanyerien a l'embrancament Silicarea.
Les esponges calcàries es subdivideixen en dues subclasses i cinc ordres:
- Subclasse Calcinea
  - Clathrinida (incloent-hi Leucettida)
  - Murrayonida
- Subclasse Calcaronea
  - Baerida
  - Leucosolenida
  - Lithonida